# Zimowy Ogólnopolski Raid Samochodowy 1956
3. Zimowy Ogólnopolski Raid Samochodowy – 3. edycja Zimowego Ogólnopolskiego Rajdu Samochodowego. Był to rajd samochodowy rozgrywany od 11 do 12 lutego 1956 roku. Była to pierwsza runda Rajdowych Samochodowych Mistrzostw Polski w roku 1956. Rajd miał charakter zjazdu gwiaździstego do Krakowa. Punktami startu były miasta Warszawa, Poznań, Katowice i Kraków. Z Krakowa zawodnicy wyruszali na wspólną trasę I etapu do Zakopanego. Trasa II etapu wiodła przez Bochnię, Bilsko, Nowy i Stary Sącz, Krościenko do Zakopanego. Zawodnicy byli klasyfikowani w poszczególnych klasach nie było prowadzonej klasyfikacji generalnej..

## Wyniki końcowe rajdu[1]

### Klasa VIII T
| Miejsce | Kierowca            | Samochód          |
| ------- | ------------------- | ----------------- |
| 1       | Stanisław Wierzba   | FSO Warszawa M 20 |
| 2       | Mieczysław Sochacki | FSO Warszawa M 20 |
| 3       | Roman Karczewski    | FSO Warszawa M 20 |

### Klasa VII T
| Miejsce | Kierowca          | Pilot          | Samochód |
| ------- | ----------------- | -------------- | -------- |
| 1       | Jerzy Nowosielski |                |          |
| 2       | Stanisław Muran   | Marian Wierzba |          |

### Klasa VI T
| Miejsce | Kierowca           | Samochód          |
| ------- | ------------------ | ----------------- |
| 1       | Edward Niziołek    | Opel Olympia      |
| 2       | Zbigniew Cichowski | Opel              |
| 3       | Henryk Waśkiewicz  | Mercedes-Benz     |
| 4       | Maria Szmechta     | Mercedes-Benz 170 |

### Klasa IV-V T
| Miejsce | Kierowca            | Samochód   |
| ------- | ------------------- | ---------- |
| 1       | Janusz Solarski     | Skoda 1100 |
| 2       | Janusz Luniak       |            |
| 3       | Konstanty Krajewski |            |

### Klasa III T
| Miejsce | Kierowca            | Samochód |
| ------- | ------------------- | -------- |
| 1       | Stanisław Jabłoński | DKW      |
| 2       | Jerzy Opiela        |          |
| 3       | Stefan Goński       |          |